# Provincia di Huancavelica
La provincia di Huancavelica è una provincia del Perù, situata nella regione di Huancavelica.

## Capoluogo e fondazione
La capitale è Huancavelica, fondata il 4 agosto del 1570 con il nome di  Villarrica di Oropesa. La provincia venne fondata nel 1821.

## Sindaco
- 2019-2022: Rómulo Cayllahua Paytán
- 2007-2010: Pedro Antonio Palomino Pastrana

## Superficie e popolazione
- 4215,56 km²
- 136 975 abitanti (inei2005)

## Provincia confinanti
Confina a nord con la provincia di Tayacaja, a ovest con la regione di Lima, a est con le province di Churcampa, Angaraes e Acobamba e a sud con le provincie di Huaytará e Castrovirreyna.

## Geografia antropica

### Suddivisioni amministrative
È divisa in 19 distretti:
- Acobambilla
- Acoria
- Ascensión
- Conayca
- Cuenca
- Huachocolpa
- Huancavelica
- Huando
- Huayllahuara
- Izcuchaca
- Laria
- Manta
- Mariscal Cáceres
- Moya
- Nueva Occoro
- Palca
- Pilchaca
- Vilca
- Yauli

## Festività
- 1-2 gennaio: Bambino Callaocarpino
- Marzo: Settimana santa
- Maggio: Croce cristiana
- 29 settembre: settimana turistica